# Tok pisin
El tok pisin (tok significa «palabra» o «habla», pisin significa pidgin) es un idioma criollo con base léxica inglesa hablado en Papúa Nueva Guinea. Es una de las tres lenguas oficiales del país y su uso está muy extendido. Alrededor de dos millones de los 3,5 millones habitantes del país lo hablan como segunda lengua y alrededor de 120 000 como hablantes nativos.
La diversidad de lenguas de Nueva Guinea, cuyo número resulta impresionante (854 lenguas, una tercera parte de todas las lenguas en el mundo), está determinada por la geografía de la isla que históricamente predispuso a sus pueblos nativos al aislacionismo, por lo que el tok pisin cumple un importante papel como lengua franca al permitir la comunicación de las distintas comunidades.
Al contrario de lo que se podría pensar es una lengua sofisticada capaz de matices mucho más sutiles que otros idiomas más consolidados. Este es el caso del sistema de los pronombres personales que permite distinguir entre distintos sujetos mucho más específicamente.

## Principales características gramaticales
La gramática del tok pisin tiene puntos comunes con otras gramáticas de tipo pidgin y criollo, pero presenta particularidades reseñables.
En la mayoría de los verbos, un sufijo, -im, indica la transitividad. Así, kamap (del inglés come up) significa «llegar, producirse», mientras que kamapim (del inglés come up him) significa «crear, provocar, causar».
Los adjetivos suelen llevar el sufijo -pela para modificar a los sustantivos. Cuando se anteponen, algunos adjetivos presentan diferentes significados. El sufijo -pela (del inglés fellow): wanpela yangpela meri significa «una mujer joven», pero también: narapela bikpela haus, «otro gran duelo». Este sufijo -pela se considera como un clasificador derivacional.
Wanpela bikpela man
Un-CLAS grande-CLAS hombre
«Un gran hombre»
El tiempo es indicado por partículas: bai (de by and by) para el futuro, bin (de been) o también pinis (de finish) para el pasado.
Los nombres y adjetivos no tienen forma de plural específica; la pluralización puede ser indicada de manera perifrástica por los pronombres o por el marcador de plural ol.
Ol pikini bilong mi
PL niños GENITIVO 1.ª-PER
«Mis niños»
El sistema de pronombres indica la persona, el número, y en el caso del pronombre nos, inclusión o exclusión. Por ejemplo, mientras que el inglés solo tiene you como segunda persona, tanto para el singular («tú/usted») como para el plural («vosotros/vosotras» o «ustedes»), el tok pisin utiliza yu (tú/usted), yutupela («vosotros dos»), yutripela (vosotros tres) y yupela (vosotros - más de tres personas). Asimismo, la tercera persona admite los siguientes matices: em (él/ella), tupela (ellos dos), tripela (ellos tres), ul (ellos cuatro o más personas). En cuanto a la primera persona en plural (nosotros), el tok pisin admite seis variaciones: yumitupela (uno de vosotros y yo), yumitripela (dos de vosotros y yo), yumipela (todos vosotros y yo), mitupela (él o ella y yo, pero no tú), mitripela (ellos dos y yo, pero no tu) y mipela (todos ellos y yo, pero no tú).
|          | 1.ª pers. exclusiva       | 1.ª pers. inclusiva              | 2.ª pers.                  | 3.ª pers.                |
| Singular | mi yo                     | —                                | yu tú                      | em él/ella               |
| Dual     | 'mitupela' él/ella y yo   | 'yumitupela' tú y yo             | 'yutupela' vosotros/as dos | 'tupela' ellos/ellas dos |
| Plural   | 'mipela' ellos/ellas y yo | 'yumi/yumipela' vosotros/as y yo | 'yupela' vosotros/as       | 'ol' ellos/ellas         |

El redoblamiento es frecuente, con funciones diversas:
- indicar el plural: kainkain «varios»;
- denotar un intensivo o un iterativo: toktok «discusión»;
- evitar una homonimia: sip/sipsip, etc.

Solo tiene tres preposiciones: wantaim, que significa «con», bilong, para la posesión o el destinatario («de», «para»), y long, que sirve para el resto de casos. Existen numerosos constructos preposicionales derivados de las dos últimas: long namel bilong o namel long, antap long, ananit long, etc.

## Léxico
El léxico del tok pisin está compuesto en 5/6 partes de inglés, el resto son términos de las lenguas locales, y algunos de origen portugués y alemán.
Algunos ejemplos:
- bagarap, «caída» (del inglés bugger up).
- balus, «aeroplano» (de un término local).
- kisim, «recibir» (del inglés catch him, o kiss him).
- meri, «mujer» (del inglés Mary).
- pikinini, «niño» (del portugués pequenino) - de ahí, el príncipe Carlos de Gales es el «nambawan pikinini bilong misis kwin»,[4] es decir, «el niño número uno que pertenece a la señora reina».
- rausim, «hacer salir» (del alemán raus + sufijo -im).
- sapos, «puede» (del inglés suppose).
- save, «saber, prever» (del portugués saber).

La ortografía es variable y las formas dialectales son importantes, un mismo término puede pronunciarse y escribirse de varias formas diferentes:
- «de»: bilong, blong, blo.
- «más tarde»: bai, baimbai, baembae, etc.
- «ayudar»: halivim, halvim, helvim, helpim, etc.